# 처영
처영(處英, ? ~ ?)은 조선 중기의 승려로 임진왜란 당시 승병을 이끌고 여러 전투에 참여해 공을 세웠다.
호는 뇌묵(雷默)으로 서산대사의 제자이다. 1592년 임진왜란이 일어나자 서산대사의 격문을 받고 호남 지역에서 1000명의 승병들을 이끌고 봉기해 전라도순변사 권율과 함께 독성산성, 평양, 개성 등지에서 공을 세웠다.
1594년 도원수 권율의 명령으로 의령에서 군사를 이끌고 남원의 교룡산성을 수축했다.
사후 1794년 임금 정조의 명령으로 대흥사의 표충사에 서산대사, 사명대사와 함께 안치되었다.